# San Juan de la Vega
San Juan de la Vega är en ort i Mexiko.   Den ligger i kommunen Celaya och delstaten Guanajuato, i den centrala delen av landet, 220 km nordväst om huvudstaden Mexico City. San Juan de la Vega ligger 1 777 meter över havet och antalet invånare är 14 209.
Terrängen runt San Juan de la Vega är platt åt sydväst, men åt nordost är den kuperad. Runt San Juan de la Vega är det tätbefolkat, med 343 invånare per kvadratkilometer. Närmaste större samhälle är Celaya, 12,6 km söder om San Juan de la Vega. Trakten runt San Juan de la Vega består till största delen av jordbruksmark.